# Yáyaponchatu
Yáyaponchatu, narod iz tradicija Hopi Indijanaca, koji je po njihovim pričama živio u jednom selu nešto sjevernije od puebla Oraibi. Ta bića nisu bili Hopi, nego nalik kosturima. Bili su u savezu s natprirodnim silama, bijelih lica i tijela, i razbarušene kose. Uz pomoć vatre, zato što su ljudi degenerirali zbog kocke, uništili su pueble Pivanhonkapi i Hushkovi,, što su se nalazili sjeverozapadno od Oraibija. Većina stanovnika je također 'uništena', a preživjeli su se razbježali i osnovali si privremena skloništa za vrijeme lutanja. Ruševine ova dva uništena grada još se mogu vidjeti.